# Natuuresthetiek
Natuuresthetiek  is in de westerse traditie een onderdeel van de ethiek en betreft de studie van de manier waarop mensen natuurlijke objecten ervaren. 

## Historie
Natuuresthetiek als studie heeft zich in de westerse traditie ontwikkeld als een deel van de ethiek. In 1735 werd de term 'esthetica' geïntroduceerd, maar al eerder bestonden opvattingen over schoonheid en kunst, ook in relatie met natuur. Tegenwoordig wordt natuuresthetiek het gezien als onderdeel van de milieu-esthetiek. In de 18e en 19e eeuw werd het binnen de natuuresthetiek belangrijke concept ‘disinterestedness’  (waardering zonder direct nut voor de waarnemer of betrokkene) ontwikkeld.

## Noties
De ontwikkeling van disinterestedness in de 18e eeuw door onder meer Anthony Ashley-Cooper en Francis Hutcheson leidde tot drie belangrijke noties om de esthetische dimensie van natuur te begrijpen en vorm te geven.
1. De notie van schoonheid, toegepast op getemde en gecultiveerde Europese landschappen en tuinen. Bij schoonheid speelden kenmerken als omvang, grilligheid en kleur een rol.
2. De notie van het Het sublieme; hiermee werd de dan toe alleen als dreigend ervaren gebergten en wildernis ook in positieve zin gewaardeerd als machtig en indrukwekkend in plaats van alleen gevreesd.
3. De notie van het picturesque, ofwel als een plaatje; waarmee natuur werd ervaren en deels herschapen alsof het kunstzinnige scènes waren. In het pittoreske komen bovenstaande elementen samen, zoals  variatie, verrassing en impressie.

## Moderne varianten
Hoewel natuuresthetiek nooit geheel verdwenen is, en voortleefde in de landschapsarchitectuur en tuinkunst, kreeg het binnen  de milieu-esthetiek vanaf ongeveer 1970 weer meer aandacht. Voor veel 20e- en 21e-eeuwse natuurbeschermers tellen bij de waardering van natuur zowel ethische (integriteit), ecologische (stabiliteit/dynamiek/ecosysteem) als esthetische (schoonheid) argumenten een rol. In geval van wildernis is de esthetiek vaak afgeleid van  ethische en wetenschappelijke overwegingen. Waardering van kleinschalige idyllische landschappen is  vooral esthetisch gemotiveerd. Moderne landschappen kunnen door anderen, niet-natuurbeschermers, juist om hun schoonheid gewaardeerd worden vanwege hun functionaliteit.